# Charles Jean Baptiste Collin-Mezin
Charles Jean Baptiste Collin-Mezin (Mirecourt, 12 de noviembre de 1841 - París 1923) fue un  fabricante francés de violines, violas, violonchelos, contrabajos y arcos. Era oficial de la Academia francesa de Bellas Artes y ganó medallas de oro y de plata en las exposiciones universales de París en 1878, 1889, y 1900.
Su padre fue C. L. Collin, y fue padre de Charles Collin-Mezin, Jr., también afamados lutieres.

## Carrera de Collin-Mezin
Nacido en Mirecourt, Collin-Mezin trabajó como aprendiz de su padre. En 1868 se trasladó a París donde se estableció y consiguió la reputación como el mejor lutier francés, siendo sus instrumentos considerados superiores a otros violines de su tiempo.
Los Collin-Mezin era amigos de gente influyente que les ayudó a popularizar sus instrumentos, asimismo eran muy conocidos entre los artistas musicales de su época, cuyas opiniones valoraban. Varios violinistas famosos tocaron con sus instrumentos y elogiaron su calidad y «tocabilidad», incluyendo a Joseph Joachim, Sivori, Léonard, Marie Tayau y Julio Armingaud, que consideraba un Collin-Mezin igual a un Stradivarius por la flexibilidad de su sonido. Los famosos violonchelistas Auguste Franchomme, Jacquard y Víctor Mirecki tocaron instrumentos de Collin-Mezin.

## Características de sus instrumentos

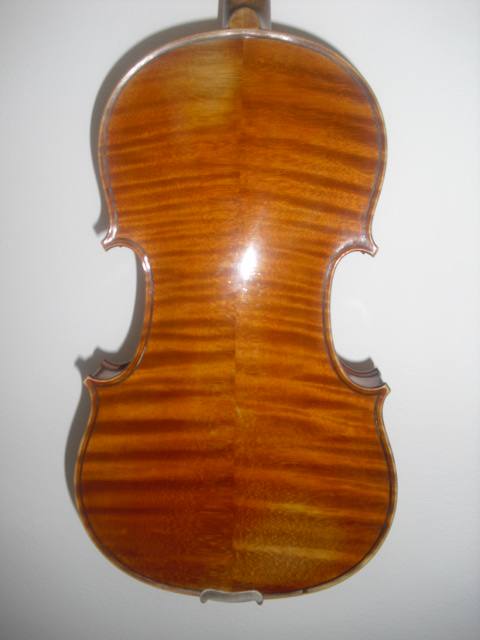
Violín, detalle, 1890.

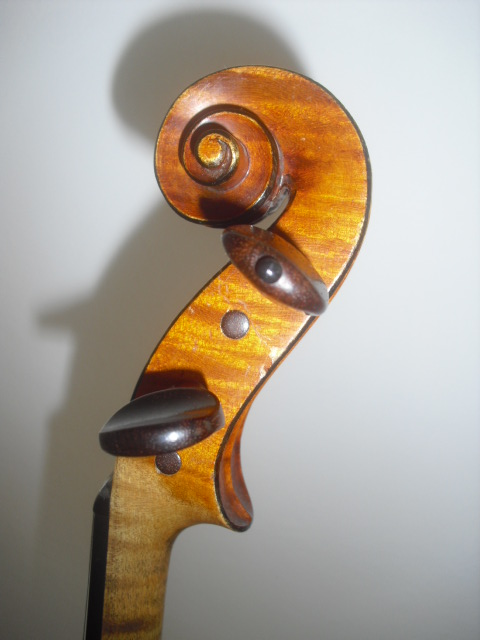
Violín, detalle, 1890.

Como los mejores lutieres franceses, sus diseños siguen la tradición de los famosos lutieres italianos Stradivarius, Guarnerius y Amati, aunque él desarrolló su propio barniz único.
Sus violines son elaborados artesanalmente, trabajando muy finamente cada detalle:
- La capa de barniz tiende a ser gruesa y embotada, extendiéndose en color del amarillo al amarillo pardusco.
- Tienen un contorno negro típico a lo largo de los bordes de la caja y el mástil.
- No utilizaba ningún proceso artificial de calentamiento o tratamiento químico de la madera.
- Construía sus instrumentos con madera antigua que natural.
- Los detalles (puente, bajo, etc.) eran ajustados según la edad y el tipo de madera que utilizara.
- Su mejor trabajo lo desarrolló aproximadamente entre los años 1875-1910.
- Los excelentes arcos que fabricaba eran de madera procedente de Pernambuco.
- Los violas y los violoncelos son una versión más grande de sus violines.
- Sus instrumentos tiene una valoración altísima en el mercado, especialmente los violonchelos y los bajos.

## Tono

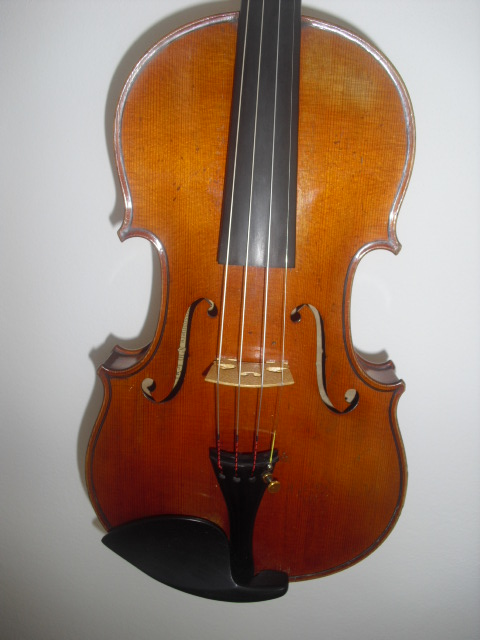
Violín de Collin-Mezin, detalle, 1890.

Sus instrumentos también están caracterizados por el potente e inusualmente brillante sonido que emiten, pero también poseen cierta dureza. El historiador musical William Henley, en su Universal Dictionary of Violin and Bow Makers (1959), sugiere que esta dureza se podría eliminar con «muchos años de duro trabajo tocándolos», y que entonces permitiría ciertamente al instrumento ser tocado por un solista activo.
Henley relata en su obra que «el Concerto romantique de Benjamin Godard se estrenó en el Pasedeloup Concert, París, 1876, por Marie Tayau con un violín de Collin-Mezin, el cual tenía las cuerdas de Mi y La de acero (lo que era entonces una innovación), por sugerencia del fabricante, lo que parece indicar que se está procurando conseguir brillantez y claridad a expensas de la pureza». Las cuerdas de acero son bastante comunes actualmente aunque suelen ser más utilizadas por los estudiantes, mientras que los violinistas profesionales prefieren cuerdas sintéticas o de tripa envuelta en metal con una cuerda de mi totalmente metálica.